# Manolo (tifoso)
Manuel Cáceres Artesero, conosciuto come Manolo o Manolo «el del Bombo» (quello del tamburo) (San Carlos del Valle, 15 gennaio 1949 – Vila-real, 1º maggio 2025), è stato un musicista e imprenditore spagnolo, noto per essere un famoso tifoso della nazionale di calcio della Spagna e del Valencia.

## Biografia

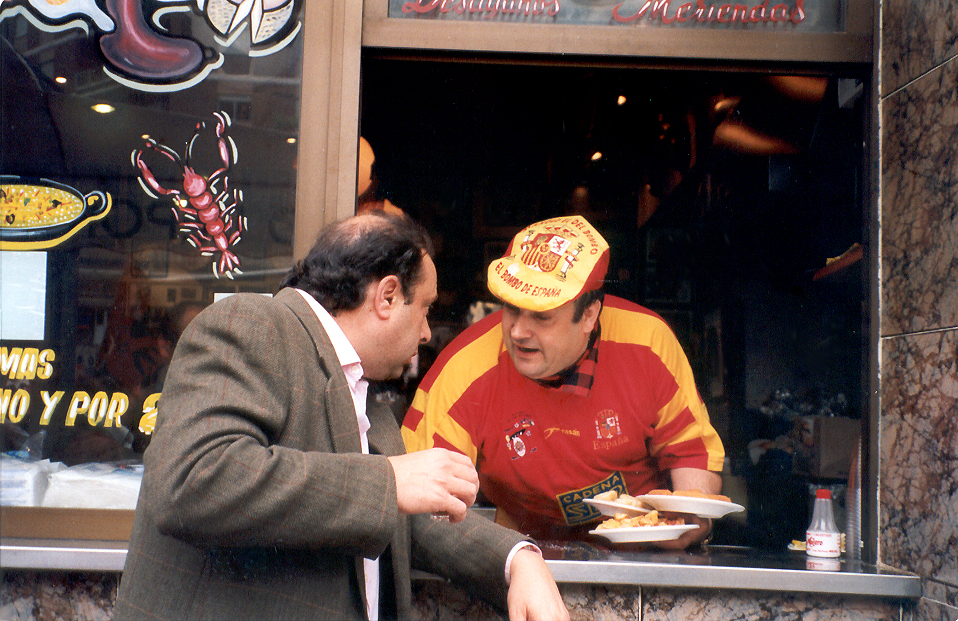
Manolo nel suo bar

È noto per la sua assiduità di tifoso, che lo ha portato ad assistere a tutte le partite della Nazionale spagnola dal 1982, viaggiando per il mondo, che si trattasse di incontri ufficiali o di amichevoli. Ironia della sorte, durante il Mondiale sudafricano del 2010 è stato costretto a fare rientro in patria per motivi di salute, proprio alla vigilia degli incontri che rappresenteranno l'apice della storia del calcio spagnolo, con la prima vittoria del titolo mondiale.
Risiedeva a Valencia, dove gestiva il bar Tu Museo Deportivo, a fianco dello stadio Mestalla. Si è prestato anche a supportare la Nazionale di pallacanestro della Spagna durante i FIBA EuroBasket 2007, svoltisi proprio in Spagna.
La sua carriera da tifoso iniziò poco dopo la scomparsa, avvenuta nel 1980, dell'omologo italiano Serafino, del quale sembra essere l'erede per passione, stile, e sembianze. Durante la sua attività indossava la maglietta rossa della Nazionale con il numero 12, un basco, un fazzolettone aragonese (il cachirulo) e un grande tamburo con bandiera e stemma del proprio paese.